# Plumb (település)
Plumb az Amerikai Egyesült Államok északnyugati részén, Washington állam Thurston megyéjében elhelyezkedő önkormányzat nélküli település.
Plum Station postahivatala 1879 és 1885 között működött. A település névadója a posta megnyitását elérő Elihu B. Plumb.

## Fordítás
- Ez a szócikk részben vagy egészben  a   Plumb, Washington című angol Wikipédia-szócikk ezen változatának fordításán alapul.  Az eredeti cikk szerkesztőit annak laptörténete sorolja fel. Ez a jelzés csupán a megfogalmazás eredetét és a szerzői jogokat jelzi, nem szolgál a cikkben szereplő információk forrásmegjelöléseként.